# Ichika Kajimoto
Ichika Kajimoto (en japonés: 梶本 一花, Kajimoto Ichika; Osaka, 7 de marzo de 2004) es una deportista japonesa que compite en natación, en la modalidad de aguas abiertas. Ganó dos medallas en el Campeonato Mundial de Natación de 2025, oro en 3 km eliminación y bronce en 5 km.

## Palmarés internacional
| Campeonato Mundial | Campeonato Mundial  | Campeonato Mundial | Campeonato Mundial |
| Año                | Lugar               | Medalla            | Prueba             |
| ------------------ | ------------------- | ------------------ | ------------------ |
| 2025               | Singapur (Singapur) | Medalla de oro     | 3 km eliminación   |
| 2025               | Singapur (Singapur) | Medalla de bronce  | 5 km               |